# Sociedad Latinoamericana de Estudios Sobre América Latina y el Caribe
La Sociedad Latinoamericana de Estudios Sobre América Latina y el Caribe (SOLAR) es un organismo encargado de promover y enseñar las culturas, literaturas e historias de todos los países latinoamericanos. La Sociedad fue creada entre los meses de noviembre y principios de diciembre de 1978, bajo el patrocinio de la Universidad Nacional Autónoma de México, por la idea inspirada del Doctor Leopoldo Zea Aguilar, quien realizó en la Ciudad de México el Primer Simposio para la coordinación y difusión de los Estudios de varios países Latinoamericanos. Además se  destaca el acuerdo de crear la Sociedad Latinoamericana de Estudios sobre América Latina y el Caribe, que se utilizó como su primera sigla de SLEALC. Tras la participación de otros países como los Estados Unidos y de Europa, también se decide crear la Federación de Estudios sobre América Latina y el Caribe. Para contar con un organismo que concreta los acuerdos y decisiones en la que se sugirió plantear a las autoridades de la UNAM, como la creación del Centro Coordinador y Difusor de Estudios Latinoamericanos al que dicha institución se proporcionó instalaciones y que se le dotó los elementos académicos y administrativos para su funcionamiento. A partir de 1992 funciona con la UNAM, como es el Programa de Difusión de Estudios Latinoamericanos, que ha tenido el mismo efecto. Para concretar la decisión de la SLEALC, se ha nombrado una comisión encargada de elaborar proyectos de estatutos, el cual ha sido presentado y discutido en el Segundo Simposio, que tuvo lugar en la Universidad Simón Bolívar de Caracas, Venezuela, durante el mes de junio de 1980. Uno de los acuerdos de esta reunión fue determinar que en el Tercer Simposio donde tuvo su aprobación el proyecto definitivo fue en Río de Janeiro, Brasil, celebrado en el mes de agosto del 1982, donde se decidió incorporar la sigla oficial de la Sociedad Latinoamericana de Estudios sobre América Latina y el Caribe como "SOLAR".
- Datos: Q24961530